# ベッセル (工具メーカー)

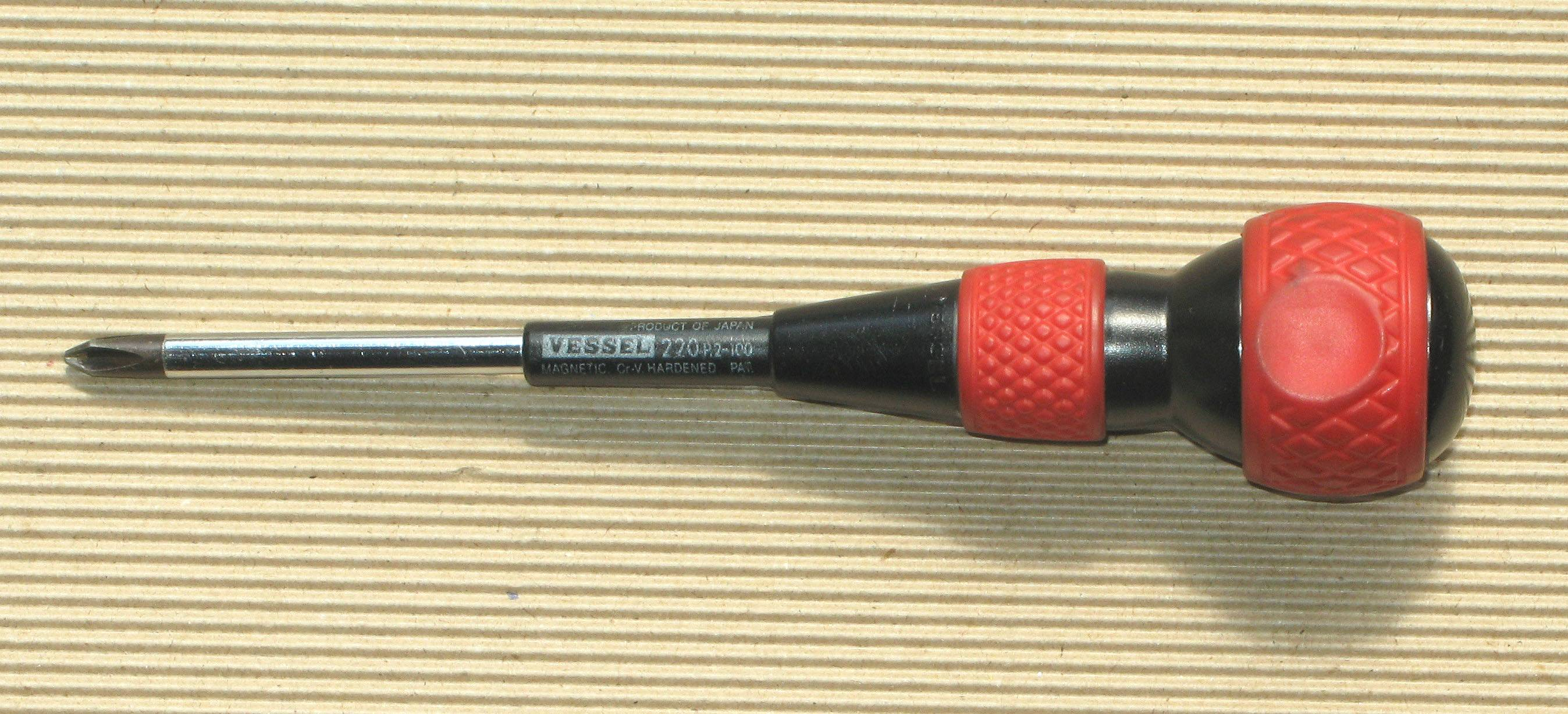
VESSEL No.220ボールグリップドライバー

株式会社ベッセル（英語: VESSEL CO.,INC ）は、大阪府大阪市東成区に本社を置く工具メーカーである。1916年創業。

## 会社概要
VESSELブランドで知られる工具メーカー。一般ホームセンターに多く出荷しているため、比較的安価であるが、コストパフォーマンスが良いことから、プロの中にも愛用者が多い。
特に主力商品のドライバーは、日本産ドライバーのトップブランドで、日本国内シェア約60%を占める。
1916年に創業者の田口儀之助（当時15歳）が田口鉄工所を創業し、ドライバーの生産を始める。1937年に、木柄貫通ドライバーを開発する。1950年に日本国産初のプラスドライバー、1952年に国産初の樹脂（ユーライト）製柄ドライバー、1954年に射出成型プラスチック（アセテート樹脂）柄ドライバーを開発商品化している。1975年には、世界初の多色成形グリップによる「サンラインドライバー」を発売、国際商品となる。1984年に発売した「ボールグリップドライバー」は、大ヒットとなる。
1987年よりスウェーデンに本社を置くQマティック社と提携しており、Qマティック社の工具を取り扱う一方で、同社の工具もQマティック社を通じて海外に販売されている。またフランスに駐在事務所、その他タイに生産工場を所有している。
京都府福知山市と和歌山県橋本市にグリーンホームセンターというホームセンターも経営している。

## 沿革
- 1916年、田口鉄工所を設立。田口儀之助・生家の納屋を改造して作業所とする[1]。
- 1948年、日本捻廻株式会社を設立する[2]。
- 1962年、ベッセル工具株式会社を設立する[2]。
- 1969年、協同興産株式会社（現・株式会社ベッセル流通センター）を設立する[2]。
- 1974年、ベッセル工具株式会社の商号を株式会社ベッセルに変更する[2]。
- 2002年、ISO 9001認証を取得する[3]。
- 2010年、ISO 14001の認証を取得する[3]。

## グループ企業として
生産は別会社になっており、製品別に複数のメーカーが担当している。グループ会社で各社の社長は全て同族（田口家）が占めている同族企業である。
- 営業部門構成　
  - 第一営業部：国内営業
  - 第二営業部：国内ホームセンター向営業
  - 海外部：輸出営業
- グリーンホームセンター部

- エアーツールの製品番号は、全て創業者・田口儀之助のイニシャル"GT"で始まっている。
- 社名の由来は、大きな商船（VESSEL）で世界中に製品を販売するという意味創業者の田口儀之助が宝船の夢を見た事による。そのため、会社入り口には大きな帆船の絵が飾ってある。

### 生産部門
- 株式会社ベッセル工業 ：ドライバー　（副社長：田口二郎）（社長：田口順一）
- ベッセル技研工業株式会社：エアードライバー
- 株式会社ベッセル福知山 ：エアードライバー、エアーインパクトレンチ　（社長：田口順一）
- 株式会社ベッセル島根 ：ビット　（社長：田口二郎）
- 株式会社ベッセル流通センター：グループ内の商品物流、梱包 （社長：田口順一）

### 飲食業部門
- 株式会社ベクトル（せんば自由軒） （社長：田口義明）

## 産業財産権
2011年8月30日現在
- 商標権 (Trademarks)　
  - 国内登録
登録0242326 VESSEL、登録0445100 VESSEL、登録0598498 VESSEL、登録0749493ベツセル、登録1362884 VESSEL IMPACT DRIVER、登録1365823 VESSEL IMPACT UNI DRIVER、登録2378730ベツセル∞ディンプル、登録2572450株式＼会社∞ベツセル工業、登録2615889株式＼会社∞ベツセル工業、登録2636485 AIR VESSEL、登録2692542 VESSEL、登録4754010 VESSEL、登録4772641 VESSEL
  - 外国登録
USPTO No.1043159 VESSEL　　USPTO No.1043159　　　　Trademarkia

- 特許権